# Hydromantes
Hydromantes är ett släkte av groddjur som ingår i familjen lunglösa salamandrar. Några arter som tidigare ingick i släktet flyttades till Speleomantes.
Dessa salamandrar förekommer i delstaten Kalifornien i USA. Kännetecknande för arterna är simhud mellan tårna och en lång tunga som är formad liksom en svamp. Tänder i överkäken finns endast hos hannar. Dessa groddjur har bra förmåga att klättra på klippor. De använder svansen som stöd. Exemplaren är nattaktiva. De gömmer sig på dagen under stenar, i bergssprickor eller i grottor. Storleken varierar mellan 4,5 och 7,5 cm.
Arter enligt Catalogue of Life och IUCN:
- Hydromantes brunus
- Hydromantes platycephalus
- Hydromantes samweli
- Hydromantes shastae
- Hydromantes wintu

IUCN listar arterna som nära hotad (NT) eller sårbar (VU). Endast Hydromantes platycephalus listas som livskraftig (LC).